# Guapi
Guapi ist eine Gemeinde (municipio) im Departamento Cauca in Kolumbien.

## Geographie
Guapi liegt im Westen von Cauca in der Provincia de Occidente an der Mündung des Río Guapi in den Pazifik. An die Gemeinde grenzen im Norden der Pazifik und Timbiquí, im Osten Timbiquí und Argelia, im Süden Santa Bárbara und El Charco im Departamento de Nariño und im Westen der Pazifik. Zu Guapi gehört die Insel Gorgona.

## Bevölkerung
Die Gemeinde Guapi hat 29.989 Einwohner, von denen 18.406 im städtischen Teil (cabecera municipal) der Gemeinde leben (Stand: 2019). Guapi ist der Sitz des apostolischen Vikariats Guapi.

## Geschichte
Die Spanier erreichten die kolumbianische Pazifikküste im 16. Jahrhundert auf der Suche nach Gold und brachten afrikanische Sklaven mit, um das Gold zu gewinnen. Guapi wurde 1772 vom Spanier Manuel de Valverde gegründet. Namensgebend war das in der Region lebende indigene Volk der Gua-píes. Im 19. Jahrhundert litt Guapi unter den verschiedenen Bürgerkriegen Kolumbiens. Zudem wurde der Ort 1833 von einem Erdbeben und 1914 von einer Feuersbrunst heimgesucht. Guapi war die Hauptstadt der ehemaligen Provinz Micay und ist heute noch das juristische, politische und wirtschaftliche Zentrum der Region.

## Wirtschaft
Die wichtigsten Wirtschaftszweige von Guapi sind Landwirtschaft (insbesondere Kokospalmen, Mais, Pfirsichpalmen, Reis und Papa china), Tierhaltung, Fischfang, Bergbau und Holzwirtschaft.

## Verkehr
Guapi verfügt über einen kleinen Regionalflughafen (IATA-Code: GPI).

## Persönlichkeiten
- José Miguel López Hurtado (1918–2009), Apostolischer Präfekt von Guapi (1969–1982)
- Rafael Morales Duque (1929–2021), Apostolischer Präfekt von Guapi (1994–2001)